# Birjussinsk
Birjussinsk (russisch Бирюси́нск) ist eine Stadt in der Oblast Irkutsk (Russland) mit 8981 Einwohnern (Stand 14. Oktober 2010).

## Geographie

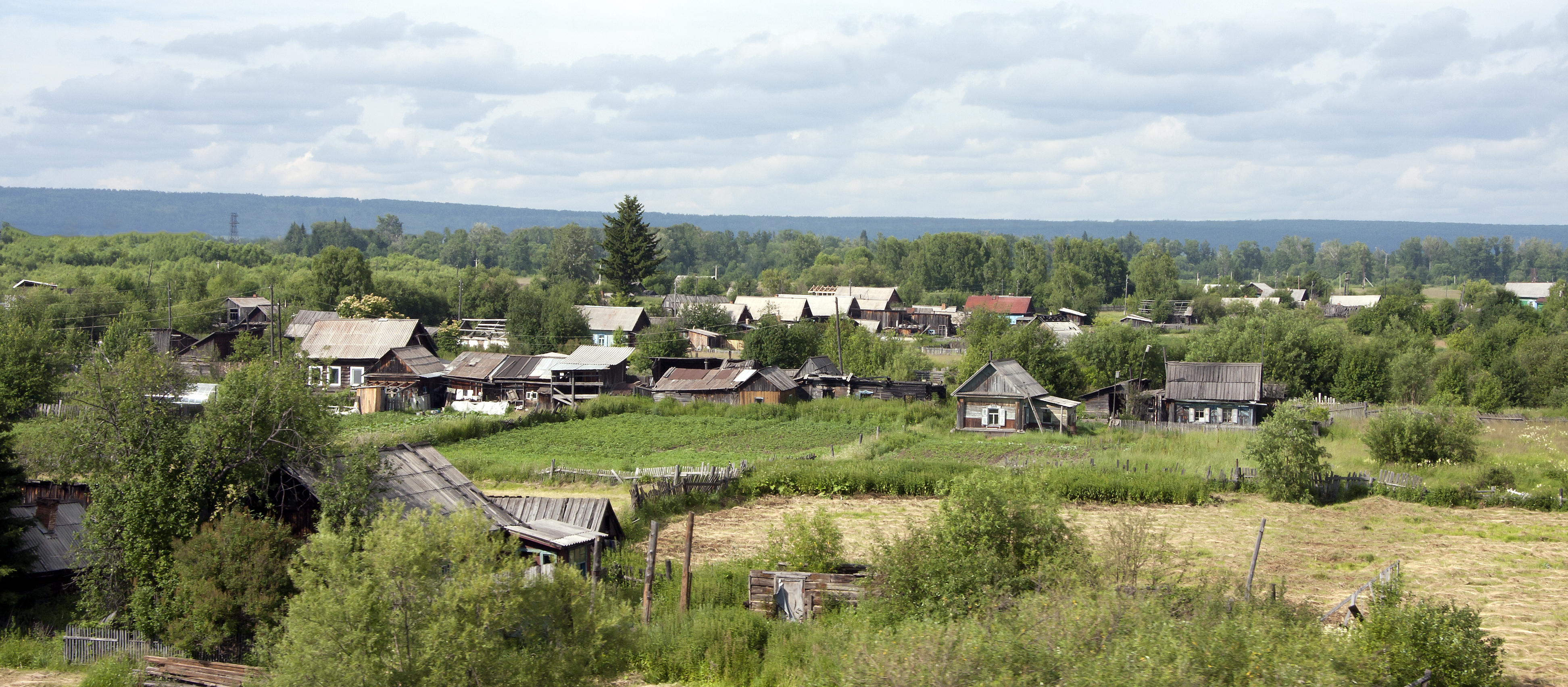
Stadtrand von Birjussinsk

Die Stadt liegt im Südwesten des Birjussaplateaus im nördlichen Vorland des Ostsajan, etwa 680 km nordwestlich der Oblasthauptstadt Irkutsk an der Birjussa, dem linken Quellfluss der Tassejewa im Becken der Angara.
Birjussinsk gehört zum Rajon Taischet, dessen Verwaltungszentrum Taischet gut 10 km entfernt ist.
Die Stadt liegt an der Transsibirischen Eisenbahn (Streckenkilometer 4503 ab Moskau). Südlich der Stadt verläuft die Südsibirische Eisenbahn (Station Tagul). Fünf Kilometer östlich von Birjussinsk überquert die Fernstraße R255 Nowosibirsk–Irkutsk die Birjussa.

## Geschichte
Der Ort entstand mit der Errichtung verschiedener Werke im 20. Jahrhundert als Arbeitersiedlung Sujeticha, benannt nach einem kleinen Nebenfluss der Birjussa. 1967 erhielt er unter dem heutigen Namen Stadtrecht.

### Bevölkerungsentwicklung
| Jahr | Einwohner |
| ---- | --------- |
| 1939 | 5.386     |
| 1959 | 13.284    |
| 1970 | 13.461    |
| 1979 | 12.676    |
| 1989 | 12.066    |
| 2002 | 10.004    |
| 2010 | 8.981     |

Anmerkung: Volkszählungsdaten

## Wirtschaft
In Birjussinsk gibt es Betriebe der holzverarbeitenden Industrie sowie ein Hydrolysewerk, in dem Methanol, Futterhefe und Furfural hergestellt werden.